# KTV Ltd.
KTV Ltd. es un servicio de televisión por satélite y radio digital que funciona en las Islas Malvinas. También hay un servicio de cifrado inalámbrico digital de cable disponible en Puerto Argentino/Stanley y parte del Camp. Fundada en 1993, recibe canales del Reino Unido, Chile y Estados Unidos y las retransmite a los suscriptores en las islas. KTV Ltd. coopera con una serie de otras empresas de radiodifusión pequeñas en otros territorios británicos de ultramar, sobre todo Santa FM en la isla Santa Elena (desde 2006), la Falkland Islands Radio Service y Myriam's Country.
KTV también opera Radio Nova, un servicio de retransmisión del Servicio Mundial de la BBC, Deutsche Welle y Santa FM en asociación con estaciones de FM y Digital Terrestre. 
El operador cuenta con una señal local, Falkland Islands Television, que emite desde 2011 desde la capital isleña y comparte la propiedad com Stanley Services Limited .
El operador cuenta con 33 canales, entre ellas señales de noticias (como la BBC y CNN), canales de animación, de documentales, de películas, deportivos, de variedades y dos en idioma español provenientes desde Chile (TV Chile y Canal 24 Horas).
KTV Ltd. es propiedad del empresario chileno Mario Zuvic Bulic y residente de las islas.
El 3 de abril de 2015 el siito web oficial de la radio Falkland Islands Radio Service sufrió un ataque de Anonymous. Las transmisiones web fueron interrumpidas y fueron reemplazadas por el himno nacional argentino. El hacker también atacó un sitio empresarial de la misma forma, mientras que el sitio oficial de KTV Ltd., también atacado, en lugar de poder verse el mismo contenido alterado que en los otros dos sitios, apareció fuera de servicio durante unas horas.